# Chiloplatys mexicanus
Chiloplatys mexicanus là một loài tò vò trong họ Ichneumonidae.